# Верный
Ве́рный (ныне — Алма-Ата, Алматы) — город, военное укрепление, основанное российским правительством 4 (16) февраля 1854 года. Вскоре разрослось и превратилось в крупную казачью станицу, куда активно прибывали поселенцы из центральных регионов России (Воронежской, Орловской, Курской губерний). В 1867 году Верный стал центром Семиреченской области.

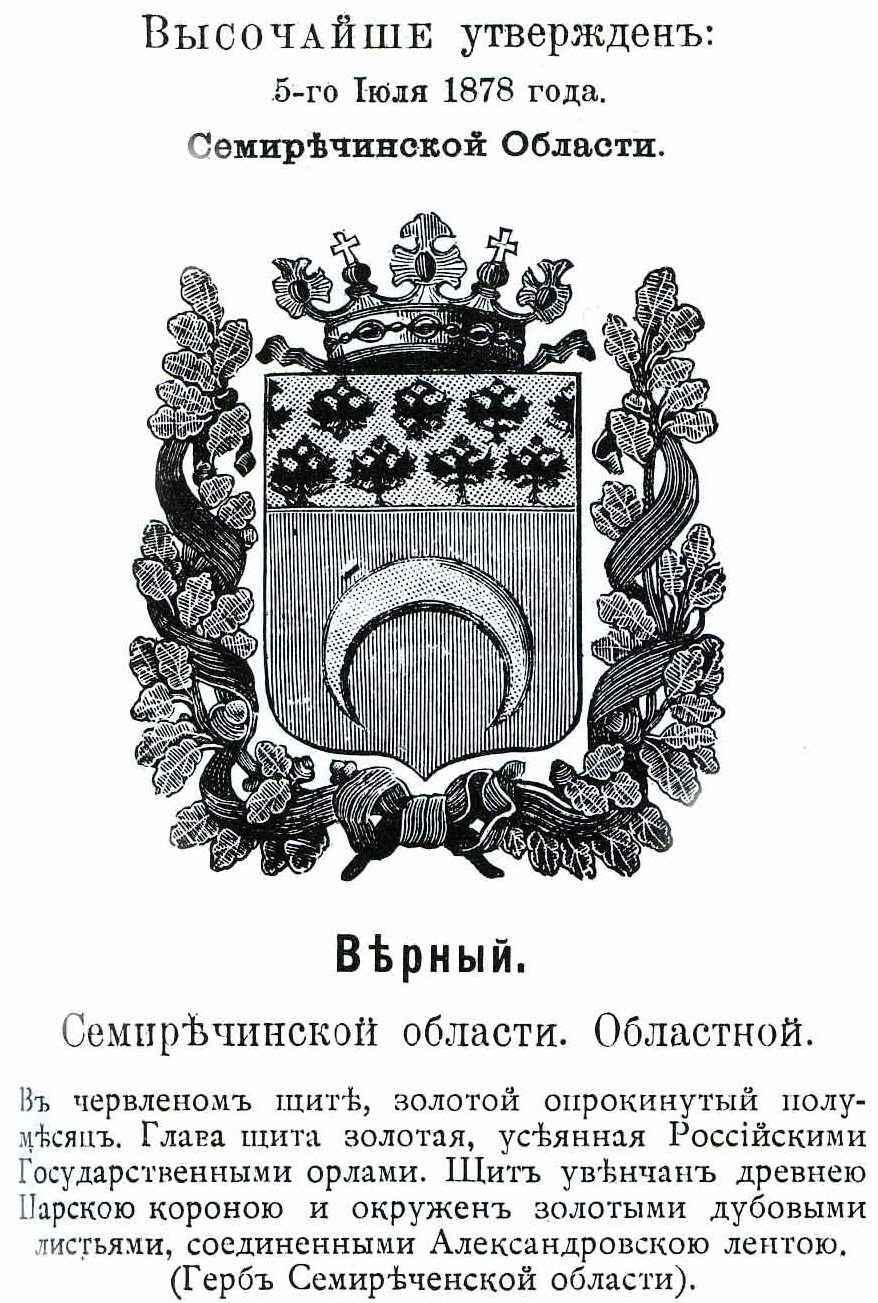
Герб города 1878 года

## История

### Предыстория
По памятникам древности, обнаруженным археологами на территории современной Алма-Аты, можно судить, что данная местность издавна была заселена кочевыми и полукочевыми племенами. Наиболее характерными памятниками этого региона являются курганы саков, которые располагались  на берегах рек Большой и Малой Алматинок, Есентая (Весновки), Аксая.
По некоторым археологическим памятникам было обнаружено, что в VIII—X веках на территории Великого шёлкового пути находилось небольшое поселение Алмату, которое связывают с Алма-Аты.
Упоминание об Алмату так же можно встретить у Бабура, на первой странице его книги «Бабур-наме»: 
… на севере хотя раньше и были такие города, как Алмалык, Алматы и Янги, название которого пишут в книгах Отрар, но теперь из-за [нашествий] моголов и узбеков они разрушены и там совсем не осталось населенных мест.

### Основание
Летом 1853 года был сформирован отряд, который вышел из укрепления Капал для поиска подходящего места и основания нового форпоста. 4 (16) февраля 1854 года российское правительство приняло решение возвести военное укрепление в районе, предложенном командиром отряда майором Перемышельским, которому пришлось зимовать с отрядом в сложных погодных условиях. Весной 1854 года началось строительство Заилийского укрепления, позднее названного Укрепление Верное. Отношение с местным населением было достаточно дружественное, например, киргизы из рода Чапрашты помогали в строительстве крепости. Начальник Заилийского военного отряда майор Михаил Дмитриевич Перемышльский, совместно с инженер-поручиком Александровским руководили строительством; к осени того же года все работы были завершены. Временное укрепление представляло собой неправильный, обнесённый частоколом и рвом, пятиугольник, одна его сторона тянулась параллельно берегу реки Малая Алматинка. 17 сентября 1854 года (в день святых мучениц Софии и её дочерей Веры, Надежды и Любови) Заилийское укрепление было торжественно освящено, прогремел салют. В тот же день была направлена депеша в Омск, в ней сообщалось о переименовании укрепления Заилийского в укрепление Верное.
В бревенчатых деревянных домах и казармах разместились 470 солдат и офицеров Заилийского отряда.

### Заселение

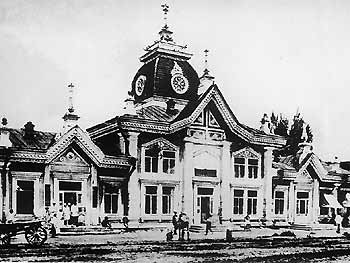
Магазин купца И. Габдулвалиева (ныне Кызыл-Тан). 1911 год

С середины 1855 года в укрепление начали прибывать русские переселенцы (в основном из Сибири и южного Урала). С их прибытием Верный стал быстро развиваться.
Рядом с укреплением возникли Большая и Малая станицы, Татарская слободка. В 1856 году был заложен «Казённый сад» (ныне Центральный парк культуры и отдыха), а в 1857 году в районе Татарской слободки была построена первая водяная мельница. Вошедший в строй в 1858 году первый пивоваренный завод положил начало местной обрабатывающей промышленности.
До 1858 года строительство Верного осуществлялось в основном силами Сибирского 8-го линейного батальона. С 1858 года на строительство стала привлекаться и наёмная рабочая сила из переселенцев. Так как Верный создавался прежде всего как форпост России, государственным строительством руководили военные инженеры: в городе — Александровский, а в укреплении — Гумницкий.
Летом 1858 года в Верный прибыл подполковник Герасим Колпаковский, сменив Перемышльского на должности начальника Алатавского округа. С его именем связаны последующие два десятилетия развития Верного.
В 1859 году командированный из Петербурга геодезист Голубев отметил Верное точкой, и это место впервые появилось на картах мира. К маю 1859 года в укреплении уже насчитывалось пять тысяч жителей. В 1860 году открылись первое почтовое отделение и госпиталь. В 1865 году в окрестности Верного первые саженцы яблок сорта Апорта привёз переселенец из Воронежской губернии Георгий Филиппович Редько (дети и соседи его называли дед Егор). Планомерная видовая селекция, в том числе скрещивание с местной дикорастущей яблоней Сиверса сделали этот сорт знаменитым в Российской империи уже в конце XIX века. В 1866 году укрепление Верное из-за значительного расширения круга его деятельности было перечислено из 3-го класса во 2-й (ПСЗРИ 43285).
| Год  | Офицеры | Казаки | Урядники | Резерв |
| ---- | ------- | ------ | -------- | ------ |
| 1855 | 3       | 129    | 7        | 39+7   |
| 1856 | +3      | +121   | +5       | 41+7   |

1863 год:
| Район         | Муж. | Жен. | Дома        | Магазин    | Коней | КРС |
| ------------- | ---- | ---- | ----------- | ---------- | ----- | --- |
| Крепость      | 2616 | 256  | 4+12 казарм | 3          | —     | —   |
| Алма-Ата      | 885  | 847  | 377         | 1+50 лавок | 954   | 818 |
| Малая станица | 821  | 739  | 279         | 1          | 765   | 747 |

### Столичный статус
11 (23) апреля 1867 года император Александр II подписал указ о преобразовании укрепления Верного в город. Верный стал центром Семиреченской области в составе Туркестанского генерал-губернаторства. Военным губернатором, наказным атаманом Семиреченских казаков и командующим расположенными в области войсками был назначен генерал-майор Герасим Колпаковский. 13 (25) июля 1867 года было учреждено Семиреченское казачье войско. Одновременно был утверждён герб Семиреченской области: щит, обвитый гирляндой яблоневых веток с плодами, разбитый на три поля. Верхнее — изображение крепости, нижнее: слева — крест, справа — полумесяц. Став центром Семиреченской области, Верный начал развивать промышленность и ремёсла. Появились спиртоводочный и пивоваренный заводы, фабрика по выделке грубо-шерстяного сукна. Самыми крупными предприятиями города были табачные фабрики Гаврилова (1875) и Кадкина (1900). В городе были открыты женское и мужское училища, приходские и ремесленные школы, а позднее и мужская и женская гимназии. 1 (13) января 1879 года был открыт Семиреченский областной статистический комитет, 5 (17) апреля была произведена первая однодневная перепись населения города Верного и прилегающих к нему Большой и Малой Алматинских станиц.

### Верненское землетрясение
28 мая (9 июня) 1887 года в Верном произошло сильнейшее землетрясение, в котором погибло 332 человека. В городе Верном, Большой-Алматинской и Мало-Алматинской станицах погиб 161 человек (из них 118 детей). В солдатских казармах погибли 14 солдат (из них 10 арестантов на военной гауптвахте). В горах под обвалами погибло 154 человека (из них 87 киргизов).

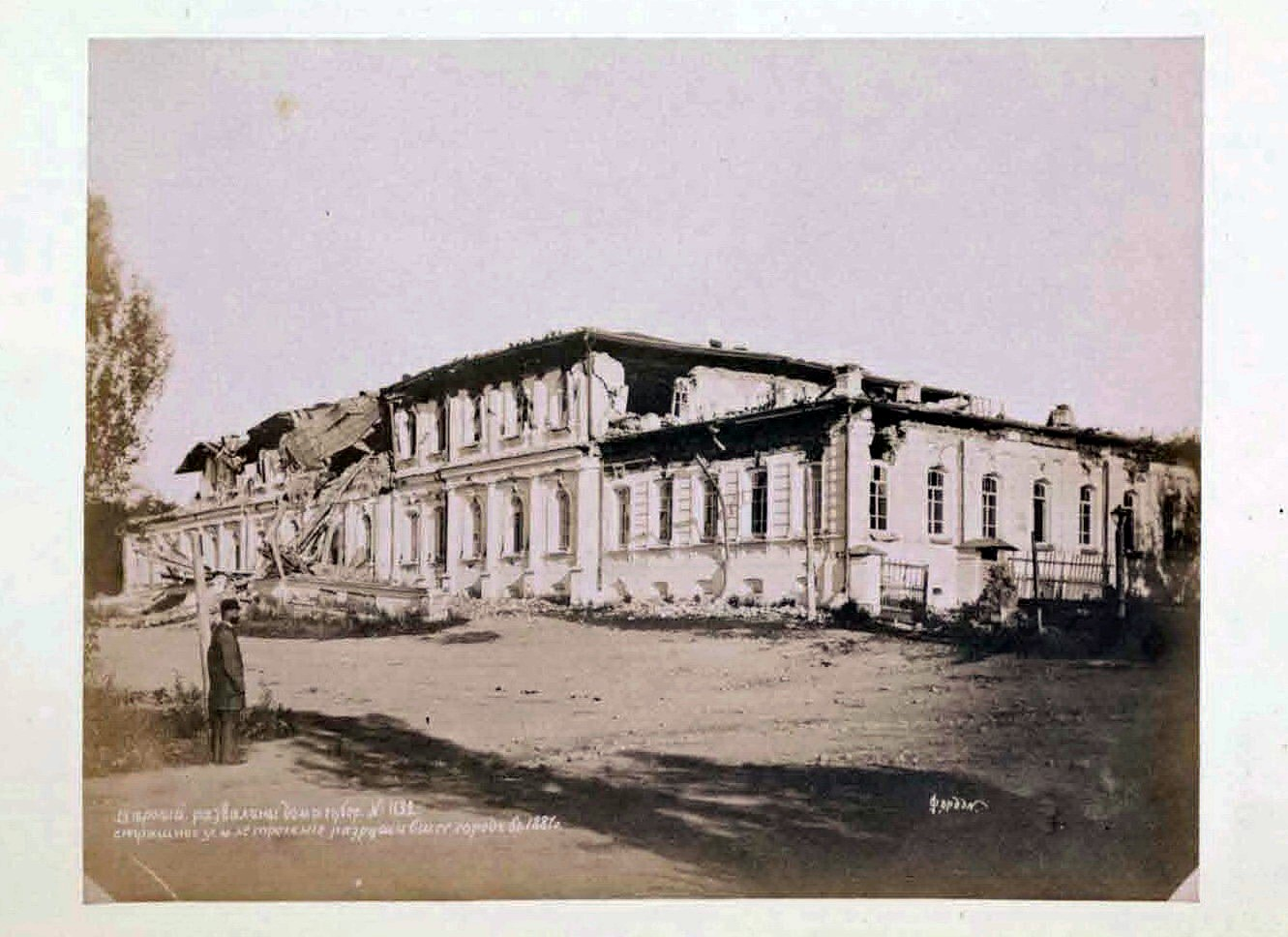
Верный. Развалины дома губернатора. 1887 год.

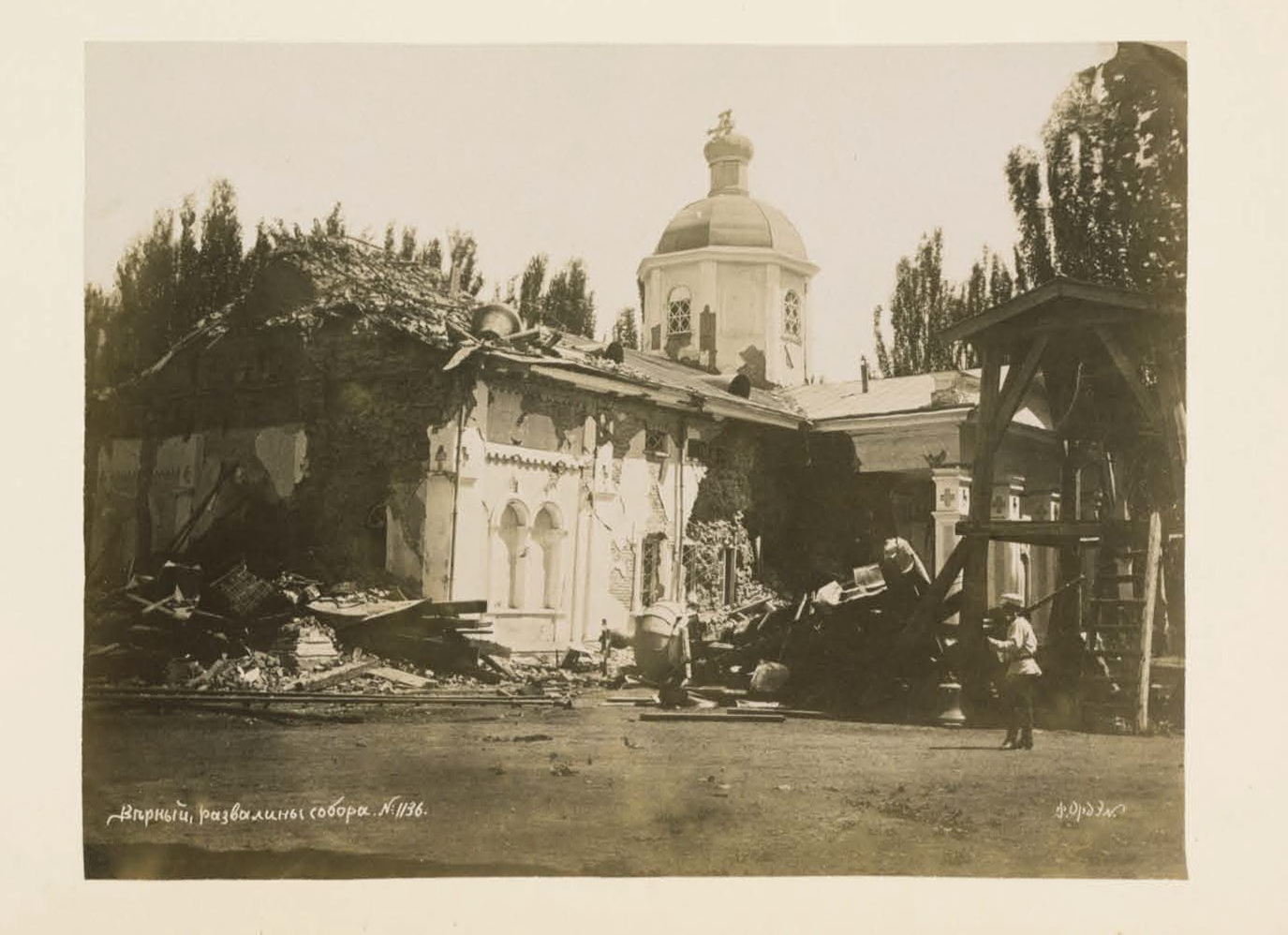
Верный. Развалины кафедрального собора. 1887 год.

Было разрушено 1798 кирпичных домов. Меньше пострадали строения Большей и Малой станиц, возведённые из дерева. Впоследствии в городе была организована сейсмическая и метеорологическая станция под руководством архитектора А. П. Зенкова и разработана система учёта сейсмичности при постройке зданий. После землетрясения для застройки города стало использоваться в основном дерево. Из него были сооружены крупные здания города — Дом полка военного собрания, Кафедральный собор, Дом общественного собрания и другие. Некоторые постройки того периода сохранились и сейчас являются памятниками истории, архитектуры и охраняются государством.
В память о жертвах землетрясения в центре Гостинодворской площади была построена Знаменская часовня. Архитектор Павел Васильевич Гурдэ, художник Николай Гаврилович Хлудов. Постройка обошлась городу в 5269 руб. 50 коп., из них 5112 руб. 57 коп. поступило пожертвований. Крупные суммы внесли купцы Евтихий Фомин, Никита Пугасов, Михаил Аликин и другие. Ежегодно, 28 мая, к часовне совершался крестный ход. В 1927 во время реконструкции базара часовню снесли.

### Кеминское землетрясение
22 декабря 1910 (4 января 1911) года произошло Кеминское землетрясение, которое затронуло Верный. Было разрушено 776 домов, из них 94 дома казаков Больше-Алматинской станицы. Погибло 35 человек, из них 9 казаков; 168 ранено, из них 18 тяжело. Исходя из числа разрушенных домов, городская дума определила пострадавшими и нуждающимися в помощи 3500-4000 человек. Для обеспечения пострадавших от землетрясения бедняков в г. Верном было устроено семь бесплатных столовых, при помощи войсковых кухонь. Четыре столовых были для христианского населения в разных частях города, наиболее пострадавших от бедствия. Одна для мусульман и христиан. Две остальные только для мусульман, при наманганской мечети для сартов, дунган, кашгарцев, и при таранчинской для таранчей. Среди беднейшего населения была организована бесплатная раздача тёплой одежды, обуви и топлива — 2 полена и 5 штук кизяка на семью. Для скорейшего ремонта домов была организована выдача по чекам из частных складов строительных материалов, кирпичей, горбылей, досок, гвоздей и т. п. Главноуправляющий землеустройством и земледелием разрешил бесплатную выдачу леса по 2 дерева на дом.

### Накануне революции
Накануне 1913 года в городе проживало более 41 тыс. человек, имелось 59 промышленных предприятий.

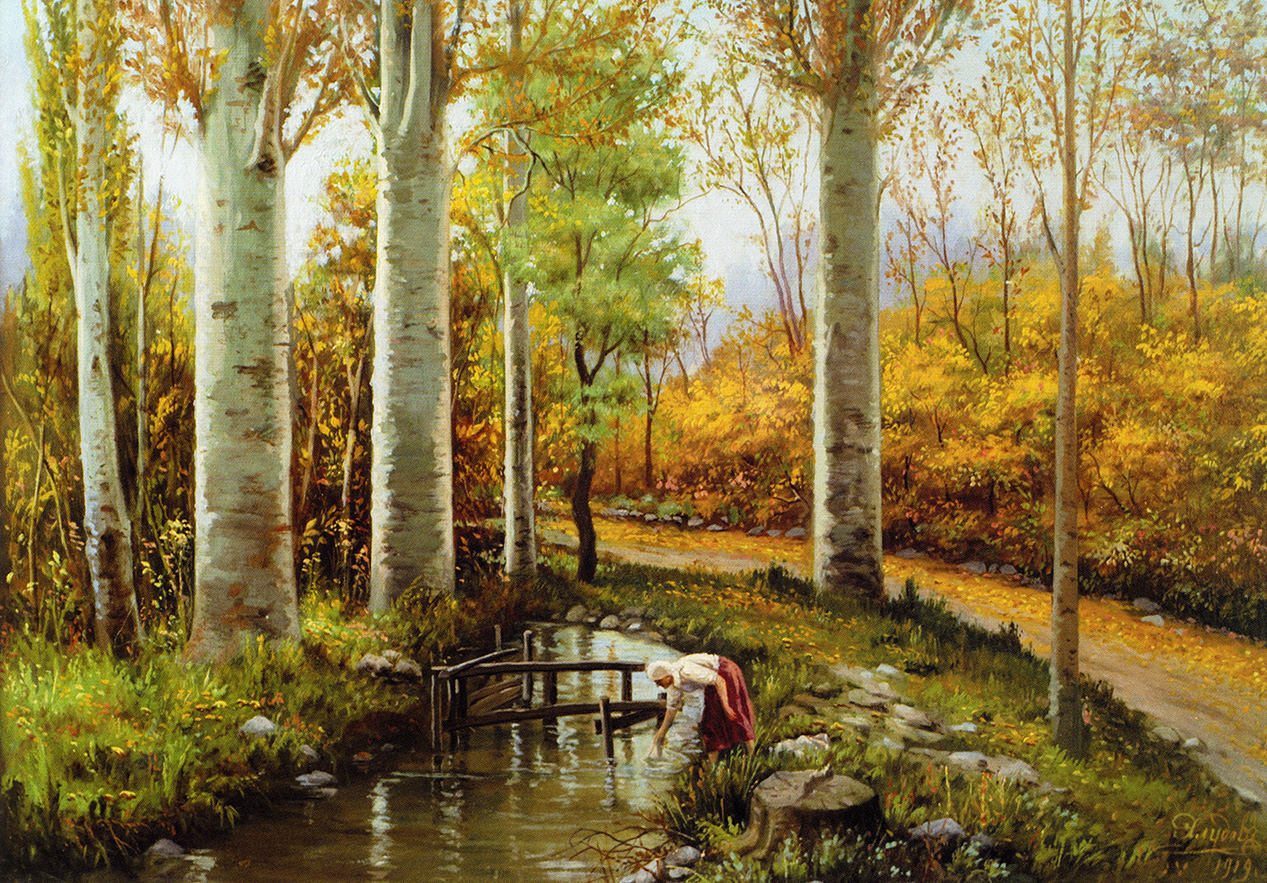
Николай Хлудов. «Осень в парке» / «Пейзаж с тополями».
СССР, Туркестанская АССР, Семиреченская область, Верненский уезд, город Верный, 1919 г.
Центральный Государственный музей Республики Казахстан.

### Советский период
В 1918 году в городе была установлена советская власть. 3 марта 1921 года решением ЦИК Туркестанской АССР, в рамках политики коренизации, городу было дано новое название — Алма-Ата. В 1927 году город стал столицей Казакской АССР.

## Городские символы

Герб города Верный (1908)

Герб города Верный был высочайше утверждён 19 марта 1908 года — 
В червлёном щите золотой опрокинутый полумесяц. Глава щита золотая, усеянная Российскими государственными орлами. Щит увенчан золотою башенною о трёх зубцах короною и окружён двумя золотыми колосьями, соединёнными Александровскою лентою.Полное собрание законов Российской империи

## Культура

### Театры

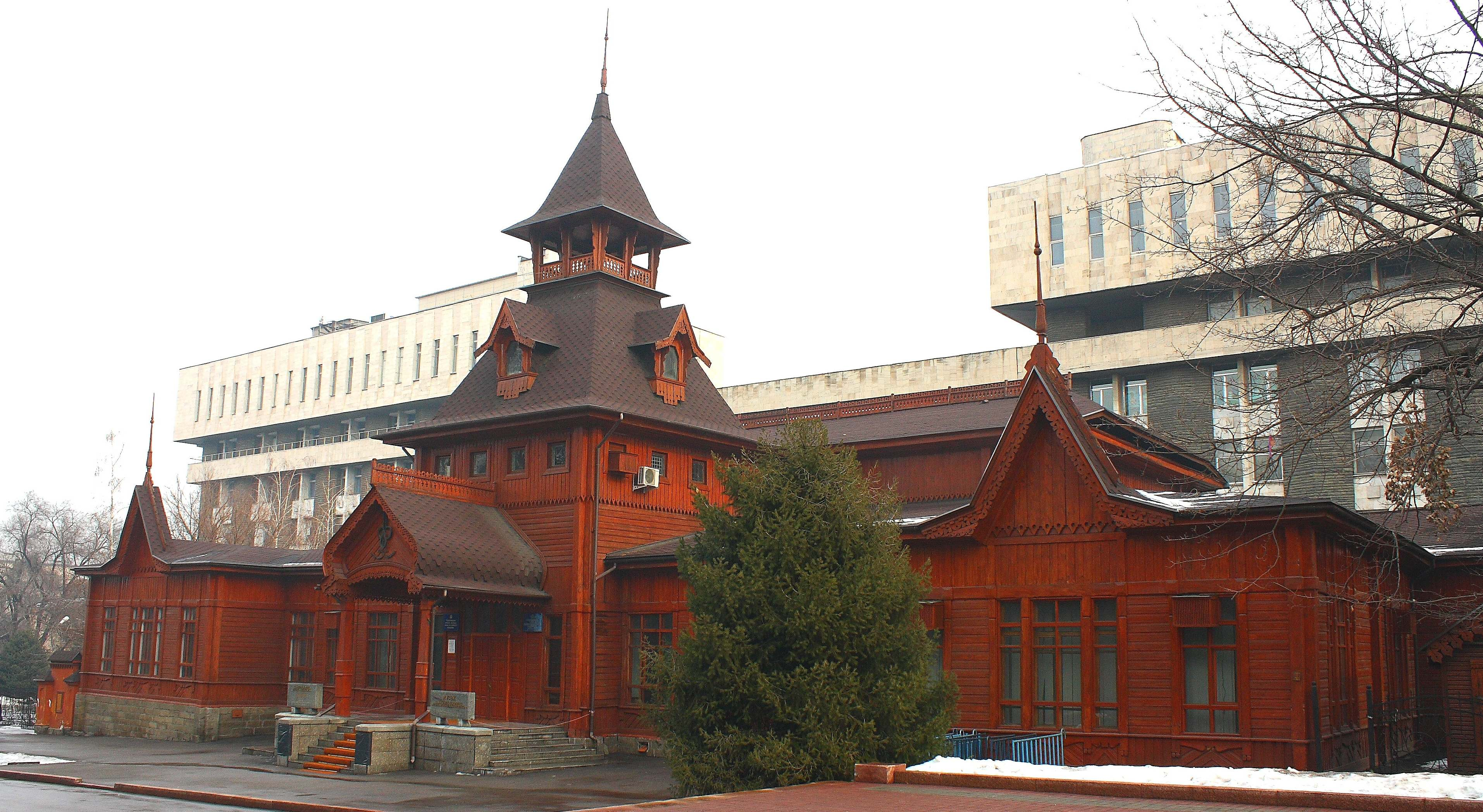
Здание Военного собрания — одна из театральных площадок Верного

Театральное искусство начало развиваться в городе Верном через несколько лет после основания военного укрепления. 21 ноября 1872 года была представлена первая городская постановка — пьеса А. Н. Островского «Не в свои сани не садись», которая была поставлена Обществом любителей драматического искусства. Пьесы в Верном шли в Общественном, Военном или Коммерческом собраниях.
Театральное искусство было частью благотворительности и часто спектакли ставились с целью сбора средств для лицеистов и гимназистов города. 30 июля 1913 г. в Военном собрании прошел благотворительный вечер в пользу недостаточных абитуриентов гимназии. В программе были: комедия Потапенко «Букет», шутка в одном действии «Наследство помогло», концертное отделение.
Первая опера в городе была поставлена 23 февраля 1913 года в Коммерческом собрании в ознаменование 300-летнего юбилея царствования династии Романовых. Это была опера Глинки «Жизнь за царя» в сокращении. Она была поставлена трехклассным городским училищем имени генерала Колпаковского.
К дореволюционному периоду относится и зарождение в Верном театрального искусства в среде мусульман. 5 октября 1913 года в помещении Коммерческого собрания состоялся первый мусульманский музыкально-драматический вечер, устроенный местными мусульманами в пользу мусульманской народной библиотеки-читальни. Была показана одноактная комедия на татарском языке «Беренче театр» («Первый театр») А. Камалова.

### Кинотеатры
Первый кинопоказ в городе состоялся в 1900 году, когда в город прибыл физик К. О. Краузе. На нём демонстрировались стеклянные диапозитивы, расписанные вручную, при помощи диапроектора. Киносеанс состоялся 25 января в Пушкинском саду. В тот же период в городе был создан аттракцион — электропанорама, в которой демонстрировались кадры поедания питоном буйвола, а также пикантные сцены, на которые вход был запрещён для юношей моложе 16 лет и дам.
В январе 1911 года было открыто здание первого частного кинотеатра «Двадцатый век» на перекрестке улиц Пушкинской и Гоголевской, принадлежавшее предпринимателю А. Р. Сейфуллину. Это было первое здание, построенное после сильнейшего землетрясения 1910 года. Постоянные демонстрации фильмов начались с осени того же года. Для демонстрации фильмов кинотеатр оборудовали первой в истории города электростанцией производства английской фирмы «Петтер», в 14 лошадиных сил. Интерьер кинотеатра был выполнен художником Н. Г. Прусиновским, а в фойе был установлен музыкальный автомат «Симфониум» для проигрывания мелодий. Здание кинотеатра сгорело в феврале 1918 года.

### Музеи

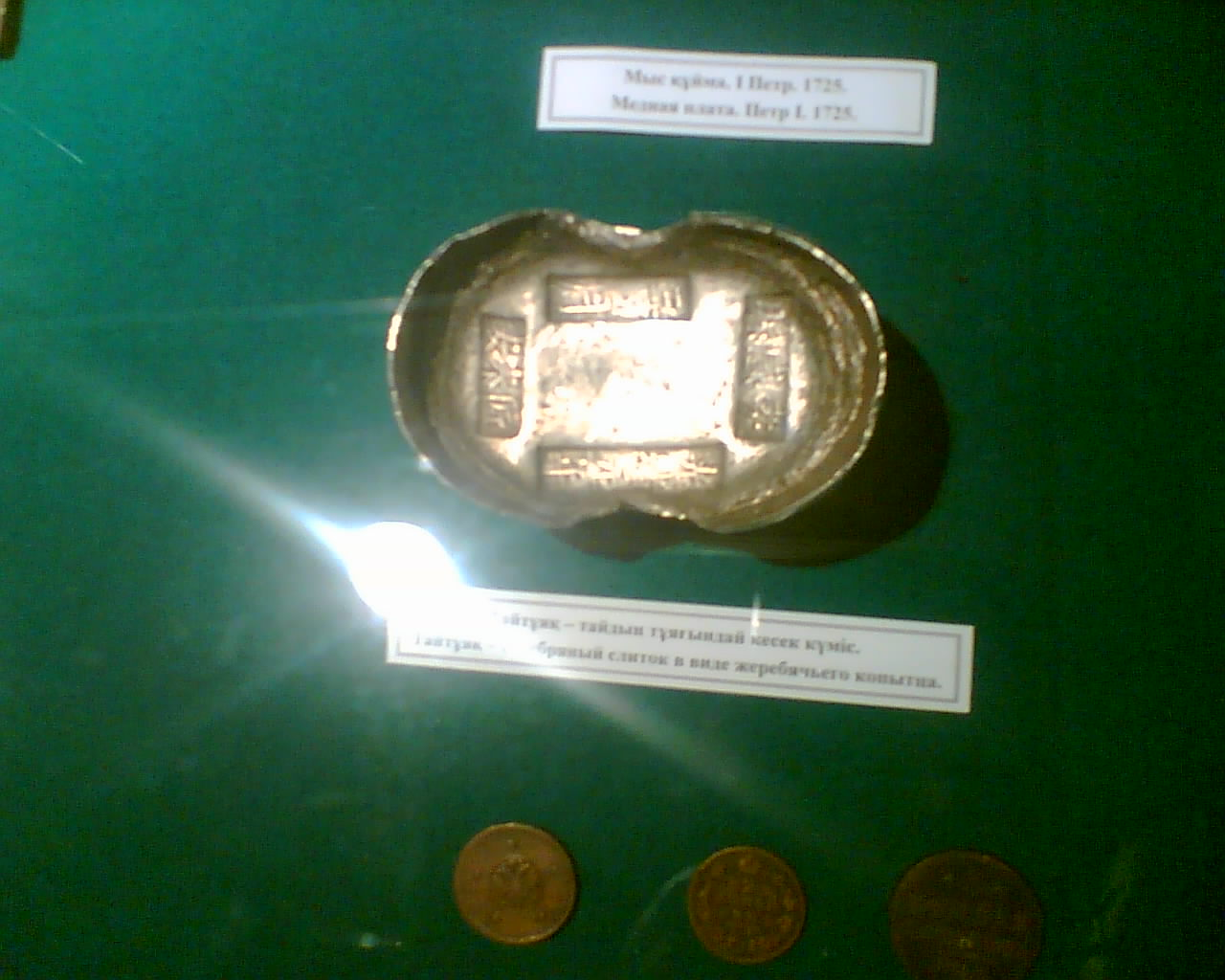
Китайский серебряный лян из коллекции Семиреченского областного музея

Значительный вклад в изучение истории культуры, этнографии южных казахов в конце XIX — начале XX веков внесли Туркестанские ученые и краеведы, объединившиеся вокруг научных обществ и культурно-просветительных учреждений Ташкента. В 1874 году из частных коллекций путешественников, посещавших Семиречье с научно-краеведческой целью и при помощи местной интеллигенции, впервые был создан музей в городе Верном, который позднее был преобразован в станичный музей Семиреченского казачьего войска. Эта дата и является днем образования первого музея в Семиречье.
Первым директором и главным хранителем фондов Семиреченского музея был краевед В. Е. Недзвецкий. Его подвижническая деятельность позволила значительно пополнить фонды музея, систематизировать собранные коллекции, издать ряд работ, имеющих научное значение в наше время.
Возглавляя Семиреченский областной музей, Недзвецкий внёс значительный вклад в его становление и развитие. Некоторые экспонаты из раздела «Живая природа», демонстрируемые до сих пор в Центральном музее Казахстана, изготовлены в своё время Недзвецким. По просьбе учёных П. П. Семенова-Тян-Шанского, Г. Л. Суворова, Н. В. Насонова и других, он собирал для них коллекции фауны Жетысу в двух экземплярах. Один оставляя в местном музее, а второй высылал ученым, получая взамен описание этих коллекций. Таким образом, данные музейные коллекции являлись результатом коллективного труда: усердного собирателя Недзвецкого и российских учёных-исследователей Семиречья.
Коллекция Семиреченского областного музея была настолько интересна, что нередко происходили кражи, совершаемые как местными жителями, так и иностранными гражданами. Так, хранитель музея писал:
Рядом лежавшие русские серебряные монеты и единственная золотая джигатайская оказались на месте, из чего я делаю вывод, что эта экспроприация была произведена не обыкновенными воришками ради наживы, а лицами, интересующимися нумизматикой.